# Tanz mit Laibach

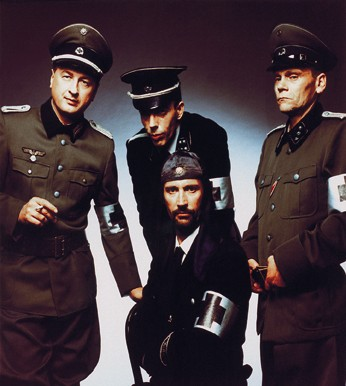
Laibach, Pressefoto 2003

Tanz mit Laibach ist ein Musikstück der slowenischen Band Laibach. Es erschien 2003 auf dem Album WAT.

## Musik
Die Musik klingt gegenüber vorigen Werken seit Kapital strenger und dunkler und „animiert einen tatsächlich, vielleicht doch mal ein paar Schritte auf der Tanzfläche zu riskieren. Stampfende Rhythmen, wie man sie von D.A.F her kennt, und die kr(rrrr)äftige Stimme des MILAN FRAS machen den Song zu einem gelungenem Experiment in Richtung Tanzmusik.“ Der Stil ist elektronisch-minimalistisch und am Techno orientiert.

## Text
Nach Aussage der Band handelt das Album „unter anderem von Zeit, Ewigkeit, der Angst des Westens vor Einwanderern bzw. Barbaren, Gott, der Anziehungskraft von Gegensätzen, dem Guten und dem Bösen und dessen Missbrauch, wie auch die Bestimmung von Recht und Unrecht, dem Aufruf zur Revolution, dem Konzept des Antisemitismus, und der Apokalypse, die es möglicherweise niemals geben wird“. WAT ist in seinem Ton mehr als alle Veröffentlichungen seit Kapital militant. Tanz mit Laibach „scheint auch eine politische Positionierung ihrer selbst zwischen ‚Ado Hinkel, Benito Napoloni [sic!] und Schicklegrüber‘ [sic!] oder besser Totalitarismus, Demokratie, Faschismus und ‚roter Anarchie‘. Auch birgt der Song gleichzeitig eine Kritik an der heutigen Werte-Hierarchie in sich: ‚Wir alle sind gekreuzigt/ und alle sind kaputt /von Reiztechnologie/Zeitökonomie/ von Qualität des Lebens / und Kriegsphilosophie‘.“ Ursprünglich wollte Laibach im Text Passagen der deutschen Band DAF zitieren, wofür diese Laibach jedoch keine Genehmigung gab. Der Text wurde infolgedessen bearbeitet. DAF diente als Inspiration zu Tanz mit Laibach, der Text handelt laut Laibach von den Problemen der politischen Freundschaft zwischen Deutschland und den Vereinigten Staaten; die USA halfen Deutschland in der Nachkriegszeit, und vielleicht habe „Deutschland, das letztendlich eine zentrale Rolle in Europa spielen wird, nun bald die Gelegenheit Amerika auf die gleiche Weise zu helfen in seinem unendlichen und erschöpfenden Kampf gegen das Böse in der Welt.“ Zum damaligen Zeitpunkt war das Verhältnis zwischen Deutschland und den Vereinigten Staaten angespannt, da Deutschland sich nicht am Irakkrieg beteiligen wollte.

„Es schien, als ob sich die Rollen in der Geschichte verkehrt hätten, dass ein friedliches Deutschland gegen eine aggressive USA Position bezog. Den USA helfen könnte also heißen Truppen bereitzustellen oder auch Hilfe in Form eines Hinweis darauf, dass das Böse nicht unbedingt auf einem anderen Kontinent liegt, sondern in der eigenen politisch-fundamentalistischen Entwicklung, in welcher Sündenböcke konstruiert werden, um eine Aggressionspolitik zu rechtfertigen.“

Gleichzeitig ist Tanz mit Laibach „auch ein Song über Laibach, über die Freude und das Glück, das wir als Botschafter der Freiheit und Missionare der Wahrheit empfinden. Wir glauben, wir können diese beiden und andere große Staaten zusammenbringen, wenn sie nur genau zuhören, was wir ihnen zu sagen haben. Gelingt es uns, können wir alle glücklich bin [sic!] in alle Ewigkeit tanzen. Gelingt es uns nicht, wird dieser Tanz wesentlich früher enden.“

## Musikvideo
In dem Video zu Tanz mit Laibach marschiert Sänger Milan Fras „auf tänzelnde Weise ohne sich jedoch vom Fleck zu bewegen frontal zur Kamera, vor dem Hintergrund diverser Projektionen, die unter anderem Momente aus früheren Arbeiten zitieren“. Zwischendurch werden Aufnahmen der Stiefel des marschierenden Sängers eingeblendet. „Man erhält zum Teil den Eindruck als ob der Sänger als Projektionsfläche dient, in welche verschiedene Positionen hineingelesen werden können, wie die der USA, Deutschlands, der Hörer oder auch Laibachs selbst, wobei sich diese gleichzeitig überlagern können, wie beispielsweise hier: ‚Amerikano Freunde, Und deutscher Kamerad, Wir tanzen gut zusammen, Wir tanzen nach Badgdad [sic!].‘ Oder auf deutlichere Weise: ‚Wir tanzen Ado Hinkel, Bezino Napoloni, Wir tanzen Schiekelgruber [sic!], Und tanzen mit Maitreya, Mit Totalitarismus, Und mit Demokratie, Wir tanzen mit Faschismus, Und roter Anarchie.‘“
Fras trägt eine Uniform mit Abzeichen und „erscheint hier im Gegensatz zu den 80ern als eine erotische, ernsthafte und in gewisser Hinsicht auch charismatische Führungspersönlichkeit. […] Das Karikierende in seiner Erscheinung ist komplett verschwunden und es fehlt an Elementen die ein Groteskes hervorkehren. Die Verunsicherung des Konsumenten wird nicht durch ein anderes Mitglied erzeugt, sondern alleine durch seine Präsenz in Kombination mit Reizwörtern wie ‚Faschismus‘ oder ‚Demokratie‘ und der Projektion einer animierten Armee von tanzenden Skeletten.“ Dieser Umstand wirkt, so Eva-Maria Hanser, „wie ein Aufruf, sich nicht vom äußeren Schein trügen zu lassen und stattdessen zu kombinieren bzw. den Wolf im Schafspelz zu erkennen. Zum Ausdruck kommt, dass das, was als ‚Böses‘ propagiert wird in dieser Form nicht vorhanden und mit der Vorstellung einer grotesken Fratze (aus beispielsweise dem mittleren Osten) nicht kompatibel ist, sondern in einer Expansionspolitik steckt, die eine amerikanische Uniform trägt. Der Tanz mit der Armee von Skeletten gibt die Kriegsbegeisterung und Propaganda wieder, in welcher Krieg wie eine Party darstellt wird, und enthält darüber hinaus den Verweis auf den althusserianischen Pascal: Tanz mit uns und der Glaube wird von selbst kommen!“